# Neuchâtel Xamax
Cette page concerne le club de football Neuchâtel Xamax, fondé en 1970 et disparu en 2013. Pour les clubs précédents, voir FC Xamax ou FC Cantonal Neuchâtel et pour le club actuel portant le même nom, voir Neuchâtel Xamax FCS
Maillots
Neuchâtel Xamax est un club de football de la ville de Neuchâtel en Suisse formé en 1970 par la fusion du FC Xamax (1912) et du FC Cantonal Neuchâtel (1906). Le club connaît ses plus belles heures dans les années 1980 en étant sacré champion de Suisse en 1987 et en 1988, atteignant également les quarts de finale de la Coupe UEFA en 1982 et 1986.
Évoluant depuis 1973 (avec une interruption lors de la saison 2006-2007) en première division suisse, Neuchâtel Xamax entre en crise lors de la saison 2011-2012. Le club se fait retirer sa licence le 18 janvier 2012. Après la dissolution de l'équipe première le 24 janvier 2012, le dépôt de bilan puis la faillite du club sont prononcés le 26 janvier 2012. Le club est tout d'abord reconstruit sous le nom de Neuchâtel Xamax 1912, puis devient Neuchâtel Xamax FCS avec la fusion de Neuchâtel Xamax 1912 et du FC Serrières en 2013.

## Histoire

### Premières années (1970-1981)
Le club a été fondé en 1970, par la fusion du FC Xamax (1912) et du FC Cantonal Neuchâtel (1906). Le nom de Xamax vient, selon le site du club, de l'un des fondateurs du FC Xamax, Max Abegglen, surnommé « Xam ».
En 1973, Xamax accède en Ligue Nationale A. La première saison, l'équipe accède à la 7e place et atteint la finale de la coupe, perdue contre le FC Sion.

### Les années fastes (1981-2005)
En 1981, l'équipe termine 3e du classement et accède à la Coupe UEFA. En 1982, Gilbert Gress devient l'entraîneur de l'équipe. En coupe de l'UEFA, Xamax élimine le Sparta Prague, Malmö et le Sporting Portugal avant de s'incliner en quarts de finale contre le Hambourg SV, finaliste de cette même coupe.

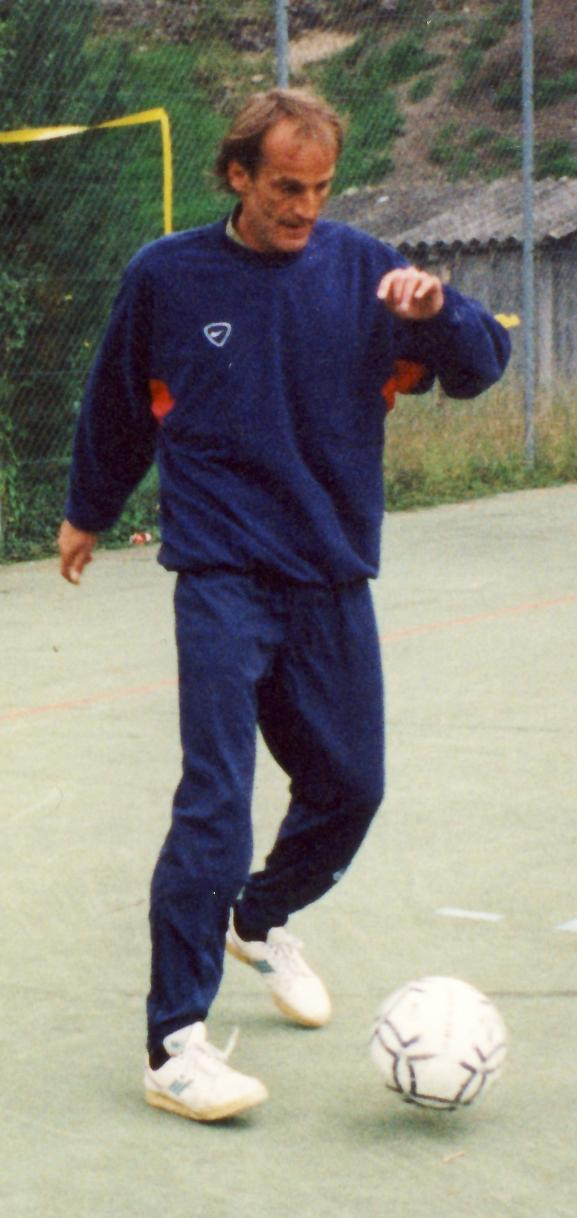
Heinz Hermann, l'un des plus grands joueurs suisses de l'histoire.

En 1985, Xamax perd en finale de la Coupe de Suisse contre le FC Aarau, et est éliminé au premier tour de la Coupe UEFA contre l'Olympiakos Le Pirée.

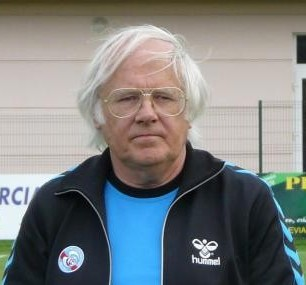
Gilbert Gress entraîneur en 1986.

En 1986, Uli Stielike arrive du Real Madrid pour renforcer l'impressionnant contingent déjà fort de Karl Engel, Heinz Hermann, Don Givens, Philippe Perret, Claude Ryf et Robert Lüthi. Cette même année, Xamax est éliminé en quart de finale de la Coupe UEFA par le Real Madrid.
Le quart de finale retour Xamax - Real Madrid, gagné 2 à 0, à La Maladière devant 25 500 spectateurs, constitue le record d'affluence du club.
Xamax remporte également à deux reprises le championnat suisse (1987, 1988).
En 1990, Roy Hodgson devient l'entraîneur. L'équipe perd en finale de la Coupe de Suisse face au Grasshopper Club Zurich. L'équipe est éliminée en Ligue des champions de l'UEFA par Galatasaray. Cette rencontre fait partie du top 10 des improbables renversements en coupe d'Europe, selon la chaîne Eurosport, de façon scandaleuse il faut bien en convenir, étant donné qu'à l'époque par suite du comportement des supporteurs locaux, l'UEFA décidait de rejouer ce match à huis clos dans un pays neutre. À la suite des menaces, l'UEFA faisait machine arrière...
En 1991, Xamax est éliminé en huitième de finale de la Coupe UEFA. Lors des seizièmes de finale, Xamax bat le Celtic Glasgow 5-1 à la Maladière, avec un quadruplé de Hossam Hassan. Le huitième de finale qui s'ensuivit fut une retrouvaille avec le Real Madrid. La victoire par 1 à 0 à Neuchâtel ne suffira pas, le 0-0 à la mi-temps au Santiago Bernabéu se transformera en un sec 4-0 en seconde mi-temps.
En 1994, Gilbert Gress revient à Xamax, retrouve l’Europe, rate le titre de peu en 1996-1997, et signe à nouveau un parcours européen digne de son passé, éliminant notamment l'Étoile rouge de Belgrade et le Dynamo Kiev, puis en 1997 doit concéder sa première défaite européenne à domicile par 0-2 contre l'Inter de Milan de Ronaldo. Cette même saison 1997-1998 sera également pénible en championnat, et Gilbert Gress quitte son poste.

### La chute (2005-2012)
Lors de la saison 2005/2006, le club descend pour la première fois de son histoire en D2 en perdant son match de barrage contre le FC Sion (3-0 sur les 2 matchs). Neuchâtel Xamax remonte une année plus tard en Super League après avoir remporté le championnat de deuxième division helvétique.

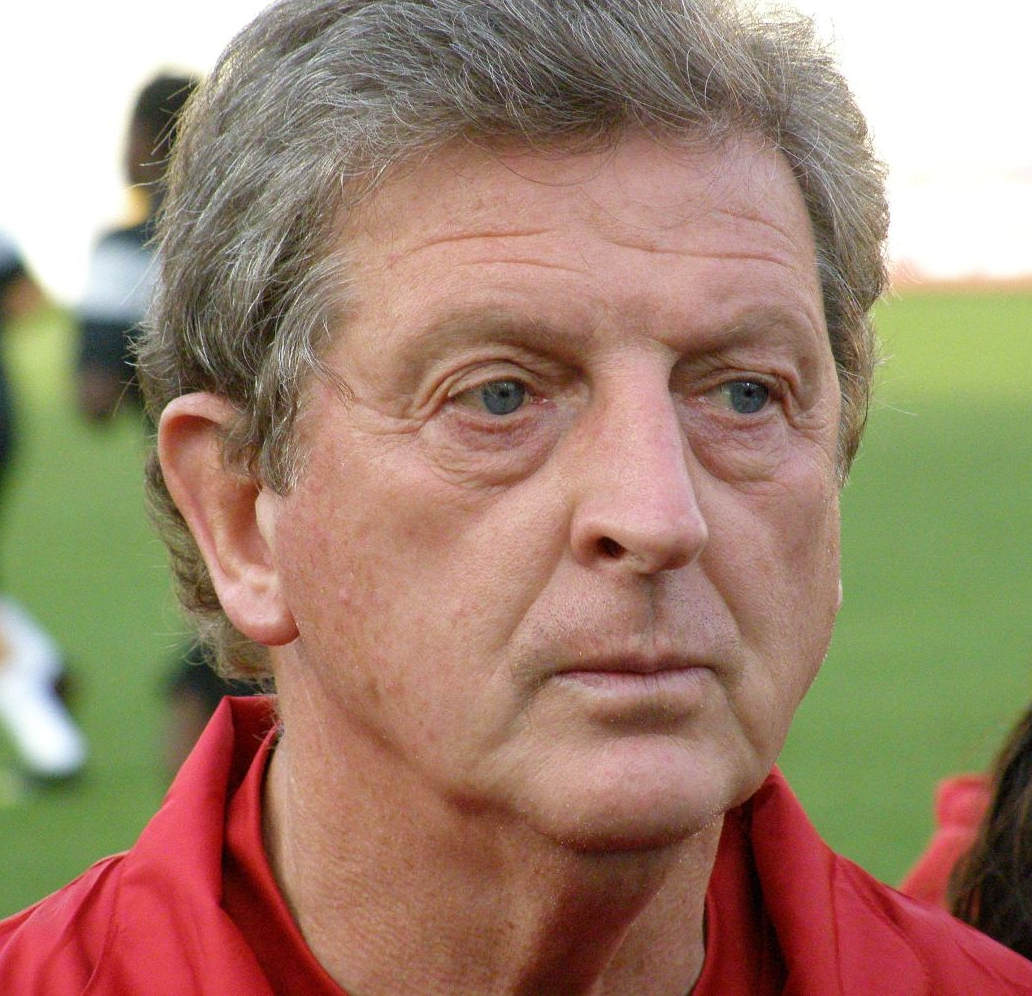
Roy Hodgson, entraîneur en 1990.

Début mai 2011, Sylvio Bernasconi, alors président du club, vend ses actions à Bulat Tchagaïev (de), citoyen russe d'origine tchétchène, qui devient ainsi le nouveau propriétaire. L'ancien footballeur russe Andreï Rudakov est nommé président du club le 12 mai 2011 lors de l'assemblée générale extraordinaire du club. À la suite d'une refonte de l'organigramme, Bulat Tchagaïev nomme Islam Satujev à la présidence du club. C'est également à cette date qu'Andreï Rudakov devient directeur sportif. Le président central de l'association sportive représentant Neuchâtel Xamax reste Gilbert Facchinetti, président de 1979 à 2003. Ce titre n'a toutefois aujourd'hui plus qu'une fonction honorifique puisque sans pouvoir décisionnel sur la destinée du club.
Inculpé de gestion déloyale, Bulat Tchagaïev a été placé en détention provisoire à la prison de Champ-Dollon, le 26 janvier 2012. Il avait déjà été inculpé pour faux dans les titres un mois auparavant. Le vice-président de Xamax, Islam Satujev, a également été inculpé pour gestion déloyale et emprisonné à Neuchâtel le 26 janvier 2012.
En février 2012, la presse révèle que les dirigeants du Xamax subventionnaient des associations islamiques,.
La licence de Neuchâtel Xamax FC a été retirée avec effet immédiat le 18 janvier 2012 par la Swiss Football League (SFL). Xamax ne participe plus à la Super League où il occupait la 4e place en décembre 2011. La SFL justifie cette décision par les retards dans le paiement des salaires de joueurs et par la non-présentation des documents financiers. Elle soupçonne aussi une contrefaçon liée au certificat de la Bank of America présenté par le président, Bulat Tchagaïev.
Bulat Tchagaïev libère les joueurs de l'équipe première le 24 janvier 2012. Deux jours plus tard, le club dépose le bilan. Dans la foulée, la justice neuchâteloise prononce la faillite de Neuchâtel Xamax.

### Le renouveau de Xamax et fusion (2012-2013)
En février 2012, la « Fondation Gilbert Facchinetti » a été inaugurée.
Le groupe de travail regroupe de nombreux intervenants, dont la Ville de Neuchâtel, l'État de Neuchâtel, la Swiss Football League (SFL) et des partenaires financiers. Le but de la Fondation est de promouvoir et d'organiser la pratique du football d’élite des juniors de Neuchâtel. En parallèle, sous l'impulsion du désormais Président de la 1re équipe, Christian Binggeli, le comité de Neuchâtel Xamax 1912 SA s'attelle à reconstruire l'équipe phare en y ayant conservé une bonne partie des moins de 21 ans, M21, de feu Neuchâtel Xamax FC.
En raison d'un vote défavorable des équipes amateurs suisses (LA et 1re Ligue Classic/Promo) l'équipe a été contrainte de repartir en 2e Ligue interrégionale - Groupe 3.
L'entraîneur est Roberto Cattilaz.
En mai 2013, Neuchâtel Xamax 1912 fusionne avec le FC Serrières pour devenir Neuchâtel Xamax FCS. L'équipe a été promue en 1re ligue Classic pour la saison 2013/2014 avec de sérieuses ambitions de promotion.

## Palmarès et records

### Bilan saison par saison
| Saison    | Championnat                    | Championnat | Championnat | Championnat | Championnat | Championnat | Championnat | Championnat | Championnat | Championnat | Championnat        | Championnat | Coupe de Suisse | Coupe d'Europe            | Entraîneur                       |
| Saison    | Division                       | Cl          | Pts         | J           | V           | N           | D           | Bp          | Bc          | Diff        | M. buteur          | B           | Coupe de Suisse | Coupe d'Europe            | Entraîneur                       |
| --------- | ------------------------------ | ----------- | ----------- | ----------- | ----------- | ----------- | ----------- | ----------- | ----------- | ----------- | ------------------ | ----------- | --------------- | ------------------------- | -------------------------------- |
| 2001-2002 | Ligue Nationale A              | 10e         | 25          | 22          | 6           | 7           | 9           | 28          | 36          | -8          | Alex Tachie-Mensah | 16          | 16e de finale   |                           | Alain Geiger                     |
| 2002-2003 | Ligue Nationale A              | 6e          | 35          | 14          | 5           | 4           | 5           | 18          | 17          | +1          | Leandro Fonseca    | 17          | Finale          |                           | Claude Ryf                       |
| 2003-2004 | Super League                   | 9e          | 36          | 36          | 10          | 6           | 20          | 46          | 63          | -17         | Mobulu M'Futi      | 12          | Quart de finale | Coupe UEFA - 1er tour     |                                  |
| 2004-2005 | Super League                   | 6e          | 38          | 34          | 10          | 8           | 16          | 36          | 48          | -12         | Mobulu M'Futi      | 11          | 8e de finale    |                           | René Lobello et Gianni Dellacasa |
| 2005-2006 | Super League                   | 9e          | 33          | 36          | 9           | 6           | 21          | 41          | 70          | -29         | Matar Coly         | 10          | 16e de finale   | Coupe Intertoto - 2e tour | Miroslav Blažević                |
| 2006-2007 | Challenge League               | 1er         | 76          | 34          | 23          | 7           | 4           | 73          | 28          | +45         | Moreno Merenda     | 22          | 16e de finale   |                           | Gérard Castella                  |
| 2007-2008 | Super League                   | 8e          | 41          | 36          | 10          | 11          | 15          | 48          | 55          | -7          | Matar Coly         | 8           | Demi-finale     |                           | Gérard Castella                  |
| 2007-2008 | Super League                   | 8e          | 41          | 36          | 10          | 11          | 15          | 48          | 55          | -7          | Matar Coly         | 8           | Demi-finale     | Néstor Clausen            |                                  |
| 2008-2009 | Super League                   | 7e          | 40          | 36          | 10          | 10          | 16          | 50          | 57          | -7          | Brown Ideye        | 10          | 8e de finale    |                           | Néstor Clausen                   |
| 2008-2009 | Super League                   | 7e          | 40          | 36          | 10          | 10          | 16          | 50          | 57          | -7          | Brown Ideye        | 10          | 8e de finale    | Jean-Michel Aeby          |                                  |
| 2008-2009 | Super League                   | 7e          | 40          | 36          | 10          | 10          | 16          | 50          | 57          | -7          | Brown Ideye        | 10          | 8e de finale    | Alain Geiger              |                                  |
| 2009-2010 | Super League                   | 8e          | 41          | 36          | 11          | 8           | 17          | 55          | 57          | -2          | Brown Ideye        | 12          | 8e de finale    |                           | Pierre-André Schürmann           |
| 2009-2010 | Super League                   | 8e          | 41          | 36          | 11          | 8           | 17          | 55          | 57          | -2          | Brown Ideye        | 12          | 8e de finale    | Jean-Michel Aeby          |                                  |
| 2010-2011 | Super League                   | 8e          | 32          | 36          | 8           | 8           | 20          | 44          | 67          | -23         | Gérard Gohou       | 7           | Finale          |                           | Jean-Michel Aeby                 |
| 2010-2011 | Super League                   | 8e          | 32          | 36          | 8           | 8           | 20          | 44          | 67          | -23         | Gérard Gohou       | 7           | Finale          | Didier Ollé-Nicolle       |                                  |
| 2010-2011 | Super League                   | 8e          | 32          | 36          | 8           | 8           | 20          | 44          | 67          | -23         | Raphaël Nuzzolo    | 7           | Finale          |                           |                                  |
| 2011-2012 | Super League                   | 10e         | 26          | 18          | 7           | 5           | 6           | 22          | 22          | 0           | Kalu Uche          | 6           | 16e de finale   |                           | Víctor Muñoz                     |
| 2011-2012 | Super League                   | 10e         | 26          | 18          | 7           | 5           | 6           | 22          | 22          | 0           | Kalu Uche          | 6           | 16e de finale   | Joaquín Caparrós          |                                  |
| 2012-2013 | 2e ligue Interrégionale - Gr.3 | 1er         | 67          | 26          | 21          | 4           | 1           | 92          | 28          | +64         | Mickaël Rodriguez  | 32          |                 |                           | Roberto Cattilaz                 |

Légende :
|  | Vainqueur ou champion                  |
|  | Finale ou vice-champion                |
|  | Demi-finaliste ou troisième            |
|  | Promotion dans la division supérieure  |
|  | Relégation dans la division inférieure |

Notes :
1. ↑  Tour préliminaire du championnat de Suisse
2. ↑  Tour final du championnat de Suisse
3. ↑  Licence retirée après la 18e journée

### Palmarès
| Compétitions nationales | Compétitions internationales |
| - Championnat de Suisse de D1 (3) : - Champion en 1916 (FC Cantonal Neuchâtel), 1987 et 1988. - Championnat de Suisse de D2 (2) : - Champion en 1973 et 2007. - Championnat de Suisse de D5 (1) : - Champion en 2013. - Coupe de Suisse (0) : - Finaliste en 1950 (FC Cantonal Neuchâtel), 1974, 1985, 1990, 2003, 2011. - Coupe de la Ligue (0) : - Finaliste en 1977. - Supercoupe de Suisse (3) : - Vainqueur en 1987, 1988 et 1990. | - Coupe des Clubs Champions/Ligue des Champions (0) : - 2 participations. - Meilleure performance : 2e tour en 1988 et 1989. - Coupe des Vainqueurs de Coupe (0) : - 1 participation. - Meilleure performance : 1er tour en 1991. - Coupe UEFA/Ligue Europa (0) : - 10 participations - Meilleure performance : 1/4 de finale en 1982 et 1986. - Coupe Intertoto (0) : - 3 participations - Meilleure performance : 2e tour lors des 3 participations - Coupe des Alpes (0) : - ?? participations. - Finaliste en 1982. - Coupe horlogère (2) : - 6 participations. - Vainqueur en 1972 et 1977. |

### Records
- Le record d'affluence de l'ancien Stade de la Maladière est atteint en 1986 lors du quart de finale retour de la Coupe UEFA contre le Real Madrid (2-0) avec 25 500 spectateurs. Des tribunes sont montées spécialement à cette occasion pour augmenter la capacité du stade.
- Xamax est invaincu à domicile entre 1981 et 1997 en Coupe d'Europe[20]. La série de 27 matches sans défaites est interrompue par l'Inter de Milan (0-2).

Neuchâtel Xamax a participé à cinq finales de Coupe de Suisse, sans jamais réussir à en gagner une. Dernière défaite contre Sion en 2011.

## Joueurs et personnalités du club

### Présidents
- 1970-1979 : Gabriel Monachon
- 1979-2003 : Gilbert Facchinetti
- 2003-2005 : Alain Pedretti
- 2005-2011 : Sylvio Bernasconi
- 2011-2012 : Bulat Tchagaïev (de)
- 2012-2013 : Christian Binggeli

### Entraîneurs
Le tableau suivant présente la liste des entraîneurs du club depuis 1970.
| Rang | Nom               | Période         |
| ---- | ----------------- | --------------- |
| 1    | Paul Garbani      | 1970-01/1972    |
| 2    | Josef Artimovics  | 01/1972-07/1972 |
| 3    | Lev Mantula       | 1972-01/1975    |
| 4    | Branko Rezar      | 01/1975-07/1975 |
| 5    | Gilbert Gress     | 1975-1977       |
| 6    | Antonio Merlo     | 1977-04/1978    |
| 7    | Erich Vogel       | 04/1978-10/1979 |
| 8    | Lev Mantula       | 10/1979-07/1980 |
| 9    | Jean-Marc Guillou | 1980-1981       |
| 10   | Gilbert Gress     | 1981-1990       |
| 11   | Roy Hodgson       | 1990-01/1992    |
| 12   | Uli Stielike      | 01/1992-1993    |

| Rang | Nom                              | Période         |
| ---- | -------------------------------- | --------------- |
| 13   | Uli Stielike & Daniel Don Givens | 1993-1994       |
| 14   | Gilbert Gress                    | 1994-1998       |
| 15   | Alain Geiger                     | 1998-2002       |
| 16   | Claude Ryf                       | 2002-02/2004    |
| 17   | René Lobello & Christophe Moulin | 02/2004-07/2004 |
| 18   | René Lobello & Gianni Della Casa | 2004-2005       |
| 19   | Alain Geiger                     | 2005            |
| 20   | Miroslav Blažević                | 2005-2006       |
| 21   | Gérard Castella                  | 2006-03/2008    |
| 22   | Néstor Clausen                   | 03/2008-01/2009 |

| Rang | Nom                    | Période         |
| ---- | ---------------------- | --------------- |
| 23   | Jean-Michel Aeby       | 01/2009         |
| 24   | Alain Geiger           | 01/2009-06/2009 |
| 25   | Pierre-André Schürmann | 2009-04/2010    |
| 26   | Jean-Michel Aeby       | 04/2010-08/2010 |
| 27   | Radu Nunweiller        | 08/2010-09/2010 |
| 28   | Didier Ollé-Nicolle    | 09/2010-05/2011 |
| 29   | Bernard Challandes     | 05/2011         |
| 30   | François Ciccolini     | 06/2011-07/2011 |
| 31   | Joaquín Caparrós       | 07/2011-09/2011 |
| 32   | Víctor Muñoz           | 09/2011-01/2012 |
| 33   | Roberto Cattilaz       | 02/2012-2013    |

### Légendes du club
Les joueurs suivants sont considérés comme légendes par le club:
- Silvano Bianchi
- Albert Bonny
- Christophe Bonvin
- Frédéric Chassot
- Jean-Pierre Claude
- Joël Corminbœuf
- Michel Decastel
- Florent Delay (en)
- Lajos Détári
- André Egli
- Rudolf Elsener
- Karl Engel
- Lucien Favre
- Don Givens
- Guerino Gottardi
- Gilbert Gress
- René Hasler
- Hossam Hassan
- Ibrahim Hassan
- Stéphane Henchoz
- Heinz Hermann
- Maurizio Jacobacci
- Adrian Kunz
- Robert Lei-Ravello
- Robert Lüthi
- Viorel Moldovan
- Patrice Mottiez
- André Mundwiler
- Walter Pellegrini (en)
- Philippe Perret
- Blaise Piffaretti
- Hany Ramzy
- Alexandre Rey
- Jean-Claude Richard
- Jean-Robert Rub
- Martin Rueda
- Claude Ryf
- Tiziano Salvi
- Admir Smajić
- Uli Stielike
- Beat Sutter
- Ryszard Tarasiewicz
- Pierre Thévenaz
- Serge Trinchero
- Charles Wittl (en)
- Pascal Zaugg
- Pascal Zuberbühler

## Identité du club

Historique de l'écusson
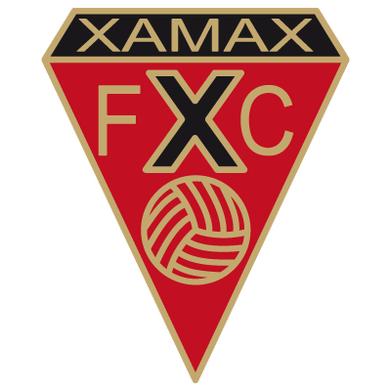
Logo du FC Xamax avant 1970.
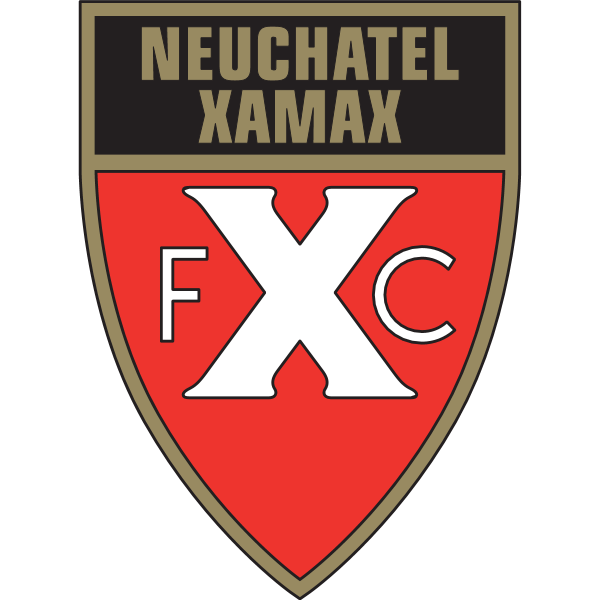
Logo de Neuchâtel Xamax entre 1970 et 2006.
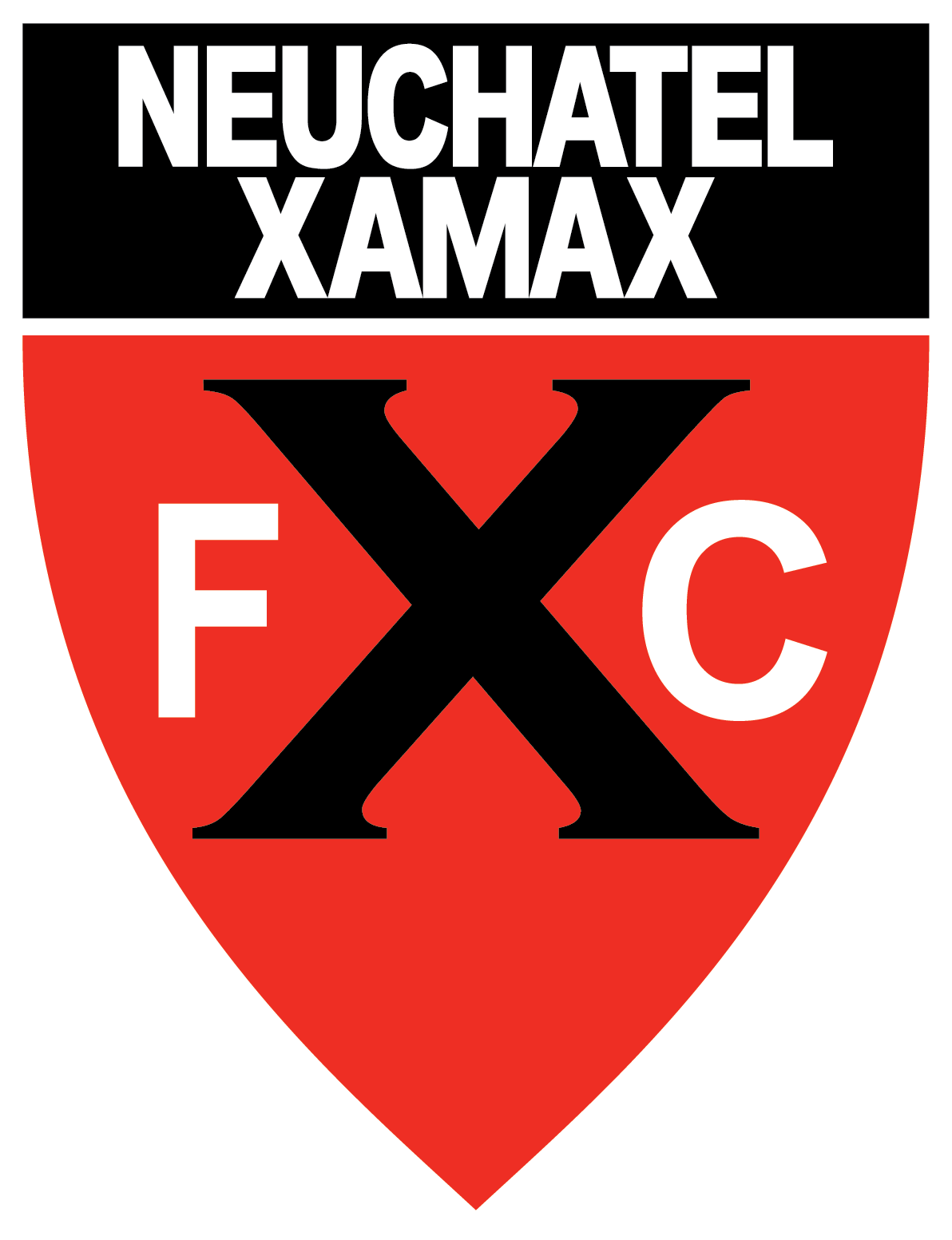
Logo de Neuchâtel Xamax (dates inconnues).
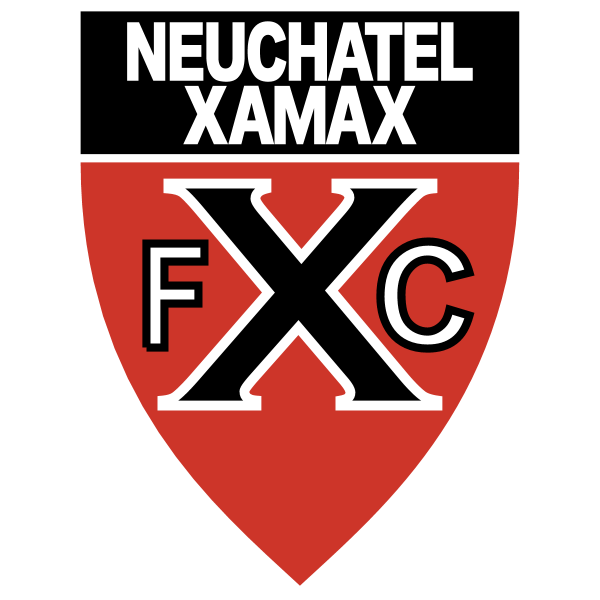
Logo de Neuchâtel Xamax (dates inconnues).
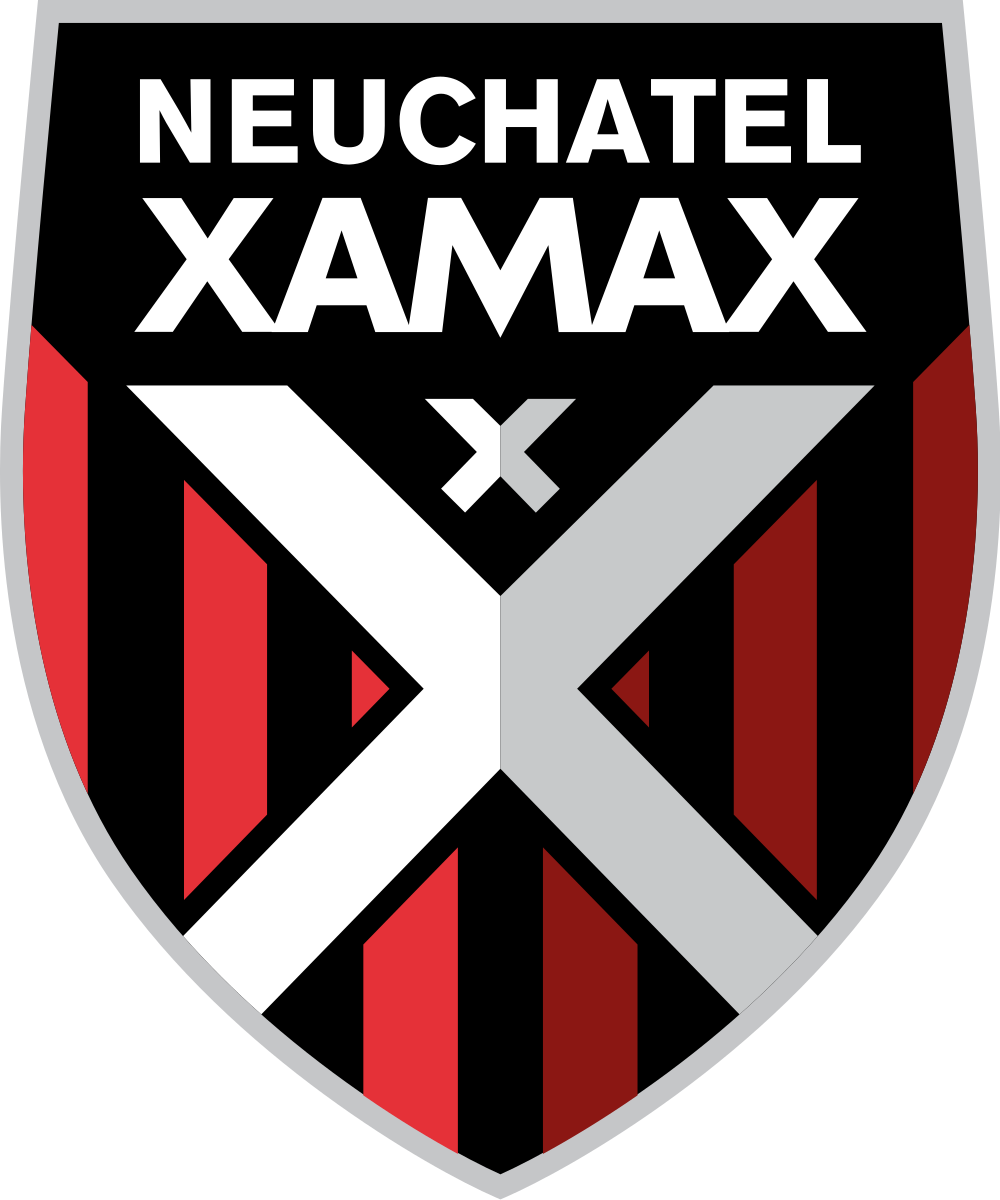
Logo de Neuchâtel Xamax (dates inconnues).
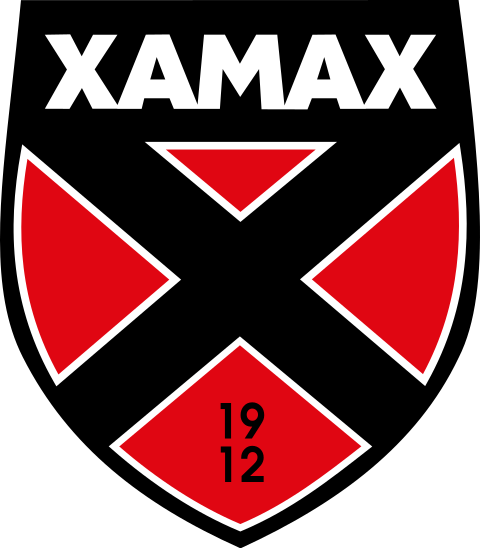
Logo de Neuchâtel Xamax entre 2006 et 2011.
- Logo de Neuchâtel Xamax 1912 entre 2012 et 2013.

## Structures du club

### Ancien stade de la Maladière
Construit entre 1923 et 1924 et ouvert le 6 septembre 1924, il est jusqu'en 1970, le stade principal du FC Cantonal Neuchâtel.

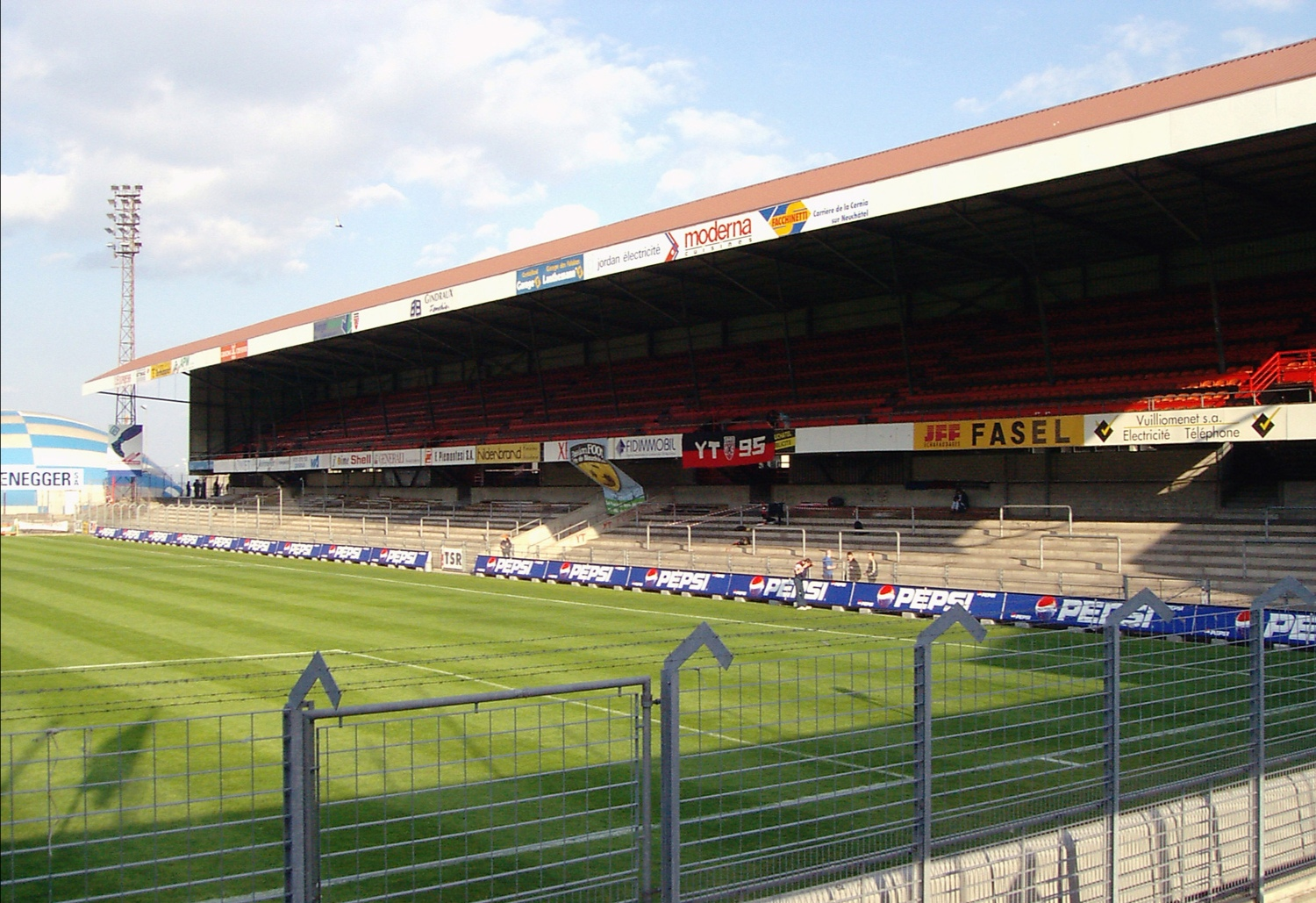
La tribune sud du stade, le 24 avril 2004.

Après plusieurs rénovation et près de 80 ans d'utilisation, le dernier match se joue le 29 mai 2004 et une cérémonie de clôture le ferme officiellement le 5 juin 2004. Deux jours plus tard, les travaux de démolition commencent.

### Nouveau stade de la Maladière
Le nouveau stade de La Maladière rouvre ses portes le 18 février 2007, après 2 ans et 8 mois de travaux. Faisant partie d'un centre multifonctionnel (centre commercial, salles de sports, caserne de pompiers) le stade de la Maladière est des plus modernes, et dispose d'un terrain synthétique de 3e génération, homologué FIFA. L'équipe y a disputé, le 18 février 2007, son premier match lors d'une cérémonie de gala avec toutes les anciennes gloires du club. Lors de ce match, les "Rouge et Noir" se sont imposés 3-2 face au rival cantonal le FC La Chaux-de-Fonds.